# Raleigh (Dakota del Nord)
Raleigh è un census-designated place (CDP) degli Stati Uniti d'America della contea di Grant nello Stato del Dakota del Nord. La popolazione era di 12 abitanti al censimento del 2010.

## Geografia fisica
Raleigh è situata a 46°21′28″N 101°18′23″W (46.357781 -101.306528).
Secondo lo United States Census Bureau, la città ha una superficie totale di 0,74 km², dei quali 0,74 km² di territorio e 0 km² di acque interne (0% del totale).

## Storia
Raleigh si trova in quella che era originariamente la contea di Morton, ma oggi è la contea di Grant. Raleigh fu creata come stazione di rifornimento lungo il ramo della Milwaukee Road che si separava dalla Pacific Extension della ferrovia a McLaughlin, Dakota del Sud, e corse verso New England, Dakota del Nord. Il nome deriva da Sir Walter Raleigh e fu colonizzata da un'ondata di tedeschi-russi che si erano stabiliti in precedenza vicino Strasburg nella contea di Emmons.

## Società

### Evoluzione demografica
Secondo il censimento del 2010, la popolazione era di 12 abitanti.

### Etnie e minoranze straniere
Secondo il censimento del 2010, la composizione etnica del CDP era formata dal 91,67% di bianchi, lo 0% di afroamericani, l'8,33% di nativi americani, lo 0% di asiatici, lo 0% di oceanici, lo 0% di altre razze, e lo 0% di due o più etnie. Ispanici o latinos di qualunque razza erano lo 0% della popolazione.